# Dragan Načevski
Dragan Načevski (in macedone Драган Начевски?; Skopje, 27 gennaio 1980) è un ex calciatore macedone, di ruolo centrocampista.